# Albert de Meuron

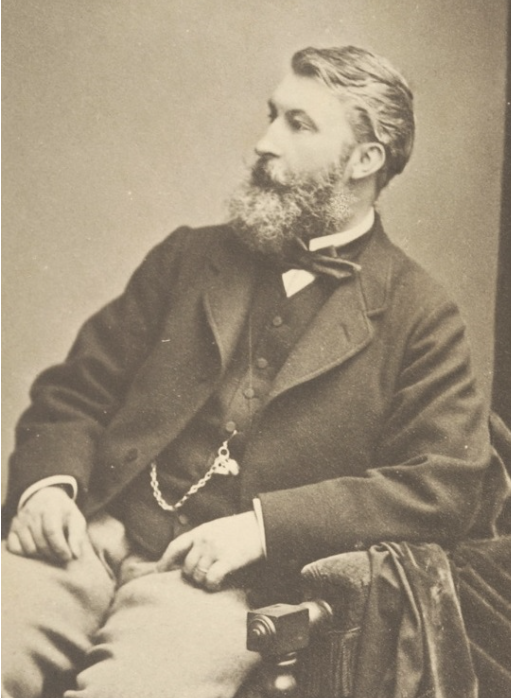
Albert de Meuron

Albert de Meuron (* 13. August 1823 in Neuenburg, Kanton Neuenburg; † 20. März 1897 ebenda) war ein Schweizer Landschafts-, Genre-, Historien- und Porträtmaler der Düsseldorfer Schule.

## Leben

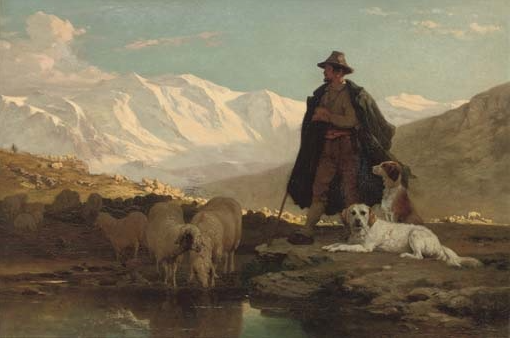
Alpine Landschaft mit Hirte, 1862

De Meuron, Sohn des Landschaftsmalers Maximilien de Meuron, war zunächst Schüler seines Vaters. Von 1841 bis 1844 besuchte er die Kunstakademie Düsseldorf, wo er sich von 1843 bis 1845 von Hermann Stilke und Karl Ferdinand Sohn unterrichten ließ. Während der Sommerferien begleitete er seinen Vater und Studenten bei Reisen in der Schweiz.
Unter dem Einfluss von Léon Berthoud (1822–1892) ging er nach Paris, wo er ab Oktober 1845 einer der ersten Schweizer Schüler im Atelier von Charles Gleyre war. 1846 schrieb er sich an der École des beaux-arts ein. Seine erste Ausstellung im Salon de Paris hatte er 1848. 1849 ließ er sich im Berner Oberland nieder. Dort verbrachte er einige Sommer in Brienz, wo er die Brüder Karl und Edouard Girardet und Benjamin Vautier besuchte. Regelmäßig reiste er nach Paris, um seine Freunde Auguste-Henri Berthoud, Albert Anker und Pierre de Salis-Soglio (1827–1919) zu treffen. 1860 reiste er mit dem Maler Gustave Colin in die Pyrenäen. 1866, im Jahr seiner Hochzeit mit Julie Perrot, Tochter des Botanikers Louis Perrot, besuchte er Italien. Mit seiner Frau ließ er sich in Corcelles-près-Concise nieder. 
1867 wurde er Vorsitzender der Société des amis des arts de Neuchâtel, 1878 leitete er zur Pariser Weltausstellung die Abteilung für Kunst der Schweizer Jury, von 1888 bis 1892 war er Mitglied der Eidgenössischen Kunstkommission.